# Pfaffenklingenbach (Bühler)
Der Pfaffenklingenbach ist ein etwas über einen halben Kilometer langer Bach auf der Tüngentaler Teilgemarkung der Stadt Schwäbisch Hall und zuletzt in der Gemeindegemarkung von Wolpertshausen, beide im Landkreis Schwäbisch Hall im nordöstlichen Baden-Württemberg. Er mündet etwas oberhalb des Wolpertshausener Weilers Hopfach von links in die untere Bühler.

## Geographie

### Verlauf
Am Südostrand des Tüngentaler Weilers Wolpertsdorf liegen in einer ostwärts laufende Geländesenke einige kleine Quellen, die den dort angelegten Kleinteich von unter 2 Ar Fläche speisen. Aus diesem fließt auf etwa 400 m ü. NHN der Pfaffenklingenbach in Richtung der Wiesenmulde aus. Schon nach etwa hundert Metern wendet er sich am Eintritt in seine von Laubwald bestandene Klinge nach links und fließt in der bald steilwandigen, von Muschelkalkfelsen gesäumten Kerbe im linken Bühlertalhang schnell bergab. In halber Höhe am Hang setzt der Bühlertalhangwald aus, dem Pfaffenklingenbach folgt aber zwischen den Hang- und Talwiesen weiterhin eine Galerie aus Laubbäumen bis zur Mündung auf etwa 272 m ü. NHN in die untere Bühler einige hundert Meter oberhalb des Wolpertshausener Weilers Hopfach.  
Das Bachbett des nur etwa 0,7 km langen, etwa 128 Höhenmeter unter seinem Ursprung mündenden Pfaffenklingenbachs hat ein sehr großes mittleres Sohlgefälle von etwa 190 ‰. Er führt nicht dauerhaft Wasser.

### Einzugsgebiet
Das etwa 0,4 km² umfassende Einzugsgebiet des Baches liegt größtenteils auf der Hochebene links des Bühlertals und rechnet mit seinen südwestlichen Teilen zum Unterraum Haller Ebene des Naturraums Hohenloher Ebene, mit seinen nordöstlichen zum Unterraum Mittleres Kocher- und Unteres Bühlertal des Nachbarnaturraumes Kocher-Jagst-Ebenen. Auf der Hochebene liegt den in der Klinge gekerbten und bis hinunter zur Mündung reichenden Schichten des Oberen und Mittleren Muschelkalks noch der Lettenkeuper (Erfurt-Formation) des Unterkeupers auf, am Hanganschnitt von einer von dessen grundwasserstauenden schwarzen Lehmschichten wohl die kleine Schichtquelle des Pfaffenklingenbachs liegt.
Die auffälligste, in sich wenig profilierte Wasserscheide zieht sich von der Westspitze des Einzugsgebietes im Gewann Lange Wegäcker, wo dessen mit wenig über 420 m ü. NHN höchster Punkt liegt, etwa ostsüdöstlich bis an sein Südosteck in den Seeäckern; dahinter entwässert der bedeutendere Rotbach südöstlich zum Bühlerzufluss Otterbach oberhalb. Jenseits den anderen Abschnitte der Einzugsgebietsgrenze konkurrieren allenfalls kleinere Gerinne zur Bühler.
Im Umring des Weilers Wolpertsdorf, der fast ganz und als einziger Siedlungsplatz im Einzugsgebiet liegt, gibt es Wiesen und Obstwiesen, überall sonst steht der Hochebenenanteil unterm Pflug. Das Einzugsgebiet gehört weit überwiegend zur Tüngentaler Stadtteilsgemarkung von Schwäbisch Hall, die über den Waldsaum an linken oberen Hang des Bühlertals hinab bis in die Talwiesen hinabreicht. Nur ein kleiner Mündungskeil in diesen gehört zur Gemeindegemarkung Wolpertshausens und zugleich zum Naturschutzgebiet Unteres Bühlertal; über diesem quert der Bach über dessen ganze Breite den linken Streifen des daran angrenzenden Landschaftsschutzgebietes Bühlertal zwischen Vellberg und Geislingen mit Nebentälern und angrenzenden Gebieten.

### LUBW
Amtliche Online-Gewässerkarte mit passendem Ausschnitt und den hier benutzten Layern: Lauf und Einzugsgebiet des Pfaffenklingenbachs

Allgemeiner Einstieg ohne Voreinstellungen und Layer: Daten- und Kartendienst der Landesanstalt für Umwelt Baden-Württemberg (LUBW) (Hinweise)
1. 1 2 3  Höhe nach dem Höhenlinienbild auf dem Hintergrundlayer Topographische Karte.
2. ↑  Länge nach dem Layer Gewässernetz (AWGN).
3. ↑  Einzugsgebiet abgemessen auf dem Hintergrundlayer Topographische Karte.
4. ↑  Seefläche abgemessen auf dem Hintergrundlayer Topographische Karte. (Bei Vergrößerung bis auf einen geeigneten Maßstab mit Luftfotodarstellung.)
5. ↑  Nach den Layern Naturschutzgebiet und Landschaftsschutzgebiet.

### Andere Belege
1. ↑  Wolf-Dieter Sick: Geographische Landesaufnahme: Die naturräumlichen Einheiten auf Blatt 162 Rothenburg o. d. Tauber. Bundesanstalt für Landeskunde, Bad Godesberg 1962. → Online-Karte (PDF; 4,7 MB)
2. ↑  Geologie nach: Mapserver des Landesamtes für Geologie, Rohstoffe und Bergbau (LGRB) (Hinweise)